# Менес
Менес је био египатски фараон из прве династије, по неким историчарима и оснивач те династије. Живео је око 3100-3000. п. н. е.
Према легенди, Менес је заслужан за уједињење Горњег и Доњег Египта у краљевство. Манетон га зове Менес, Херодот га зове Мин, а према неким листама краљева из времена деветнаесте династије његово име је Мени.
Откриће Нармерове палете, крајем 19. века, довело је до неких неслагања. Наиме, на њој је приказан краљ Нармер како држи уједињене симболе Горњег и Доњег Египта. Зато неки египтолози тврде да су Нармер и Менес иста особа, други тврде да је Менес наследио већ уједињено царство од Нармера, док неки тврде да је Нармер започео, а Менес довршио процес уједињења. Док постоје археолошки докази да је постојао фараон Нармер, нема доказа да је постојао Менес. Зато постаје све вероватније да је Менес у ствари Нармер.
Према Манетону, Менеса је у 62. години убио нилски коњ.